# Komorowo (Janowo)
Komorowo (deutsch Camerau, 1938 bis 1945 Großmuckenhausen) ist ein Dorf in der polnischen Woiwodschaft Ermland-Masuren und gehört zur Landgemeinde Janowo im Powiat Nidzicki (Kreis Neidenburg).

## Geographische Lage
Komorowo liegt am Nordufer des Orschütz-Flusses (polnisch Orzyc) in der südwestlichen Mitte der Woiwodschaft Ermland-Masuren, 17 Kilometer östlich der Kreisstadt Nidzica (deutsch Neidenburg). Bis 1945 war das Dorf Grenzübergangsstelle nach Polen und dem dortigen Janowo.

## Geschichte
1473 wurde Commorowo – nach 1785 Cammerau und nach 1895 Camerau, zuweilen auch Kamerau genannt – erstmals urkundlich erwähnt. Der Gutsbezirk Camerau wurde 1874 in den neu errichteten Amtsbezirk Roggen (polnisch Róg) im ostpreußischen Kreis Neidenburg eingegliedert. 53 Einwohner zählte das Gutsdorf Kamerau (sic!) im Jahre 1910.
Am 30. September 1928 schlossen sich die Gutsbezirke Camerau, Pentzken (1938 bis 1945 Kleinmuckenhausen, polnisch Pęczki, nicht mehr existent) und Lomno (polnisch Łomno) zur neuen Landgemeinde Camerau zusammen.
Am 3. Juni – amtlich bestätigt am 16. Juli – 1938 wurde Camerau aus politisch-ideologischen Gründe der Abwehr fremdländisch klingender Ortsnamen in „Großmuckenhausn“ umbenannt. Die Einwohnerzahl belief sich 1933 auf 156.
Mit dem gesamten südlichen Ostpreußen wurde Großmuckenhausen 1945 in Kriegsfolge an Polen überstellt und erhielt die polnische Namensform „Komorowo“. Mit dem Sitz eines Schulzenamtes (polnisch Sołectwo) ist es heute eine Ortschaft im Verbund der Landgemeinde Janowo im Powiat Nidzicki (Kreis Neidenburg), bis 1998 der Woiwodschaft Olsztyn, seither der Woiwodschaft Ermland-Masuren zugehörig.

## Kirche
Bis 1945 war Camerau resp. Großmuckenhausen in die evangelische Kirche Muschaken in der Kirchenprovinz Ostpreußen der Kirche der Altpreußischen Union sowie in die römisch-katholische Kirche Neidenburg im Bistum Ermland eingepfarrt. Heute gehört Komorowo katholischerseits zur Pfarrei Muszaki im Erzbistum Ermland, außerdem evangelischerseits zur Kirchengemeinde in Róg (Roggen), einer Filialgemeinde der Pfarrei Nidzica in der Diözese Masuren der Evangelisch-Augsburgischen Kirche in Polen.

## Verkehr
Komorowo liegt an einer Nebenstraße, die von der Woiwodschaftsstraße 604 bei Muszaki (Muschaken) abzweigt und nach Janowo führt. Eine Nebenstraße von Róg über Łomno kommend endet in Komoworo. Eine Anbindung an den Bahnverkehr besteht nicht.